# 白蘭王
白蘭王（びゃくらんおう、ペーレンワン、ワイリー方式：pa'i len dbang; 蔵文拼音：པའི་ལེན་དབང།）とは、大元ウルス統治下のチベットにおいてサキャ派コン氏に与えられた称号。大元ウルスで定められた王号の序列の中では第3位（金印駝紐）に位置づけられる。

## 概要
1240年代、コデンの派遣したモンゴル軍のチベット高原侵攻が本格化すると、サキャ派のサキャ・パンディタはモンゴルと誼を通じるために甥のロドゥ・ギェンツェン（bLo gros rgyal mtshan、パクパとも）とンガーダク・チャクナ・ドルジェ（mNga' bdag phyag na rdo rje）を伴ってコデンの下を訪れた。チャクナ・ドルジェはコデンの下でモンゴルの服飾とコデンの娘を与えられ、「駙馬（キュレゲン）」としての扱いを受けた。更に、モンゴル帝国においてクビライが即位するとパクパとチャクナ・ドルジェ兄弟は取り立てられ、チャクナ・ドルジェは「全チベットの支配を命じられ」て白蘭王の称号を与えられたという。白蘭王に封ぜられた後、チャクナ・ドルジェは1265年頃にチベットに帰還したが、それから僅か数年後の1267年に急逝した。
チャクナ・ドルジェの次に白蘭王とされたのはチャクナ・ドルジェの弟の孫に当たるロプン・ソナム・サンポ（sLob dpon bsod nams bzang po）で、ソナム・サンポはマンジ（旧南宋領のモンゴル語呼称）生まれであったが、若年の内に北方で国公となった。ソナム・サンポはゲゲーン・カアン（英宗シデバラ）の治世の1321年（至治元年）12月にゲゲーン・カアンの娘のムンダガン（Mun dha gan）を与えられて、白蘭王に封ぜられた。その後、イェスン・テムル・カアン（泰定帝）の治世において「西番三道宣慰司事」を務め、1327年（泰定4年）に還俗したと伝えられるが、ドカム地方で逝去したと伝えられる。
ソナム・サンポの死後、その弟であるクンガ・レクペー・ギェンツェン・パルサンポ（Kun dga' legs pa'i rgyal mtshan dpal bzang po）がソナム・サンポの妻であった公主を娶り、白蘭王の地位も継承した。クンガ・レクペー・ギェンツェン・パルサンポの事蹟についてはあまり記録がないが、クンガ・レクペー・ギェンツェン・パルサンポの興したドゥムチョェ家はサキャ派コン氏が分裂した際の4大勢力の一つとなり、明代までその勢威は保たれた。第4代白蘭王のタクパ・ギェンツェン・パルサンポ（Grags pa rgyal mtshan dpal bzang po）はクンガ・レクペー・ギェンツェン・パルサンポの子であったが、歴代白蘭王のようにモンゴル帝国の皇室の女性（公主）を娶ることはなく、ただ父の王号を継承しただけであった。タクパ・ギェンツェン・パルサンポの時代はサキャ派が分裂・弱体化してパクモドゥ派が隆盛する時期に当たり、大元ウルス自身も弱体化の道を辿っていたこともあり、タクパ・ギェンツェン・パルサンポが最後の白蘭王となった。
総じて、歴代の白蘭王がチベットの統治に携わった記録は乏しく、何よりサキャ派が弱体化する時期にあってもタクパ・ギェンツェン・パルサンポが「白蘭王」の権威を下にサキャ派復興の運動を行ったという記録もない。そのため、「白蘭王」位は実態を伴った政治的地位ではなく、公主を娶りモンゴル帝国の宗室と密接名関係を有することを示す象徴的な地位に過ぎなかったと考えられている。

## 歴代白蘭王
1. ンガーダク・チャクナ・ドルジェ（mNga' bdag phyag na rdo rje）
2. ロプン・ソナム・サンポ（sLob dpon bsod nams bzang po）
3. クンガ・レクペー・ギェンツェン・パルサンポ（Kun dga' legs pa'i rgyal mtshan dpal bzang po）
4. タクパ・ギェンツェン・パルサンポ（Grags pa rgyal mtshan dpal bzang po）